# Lannova loděnice

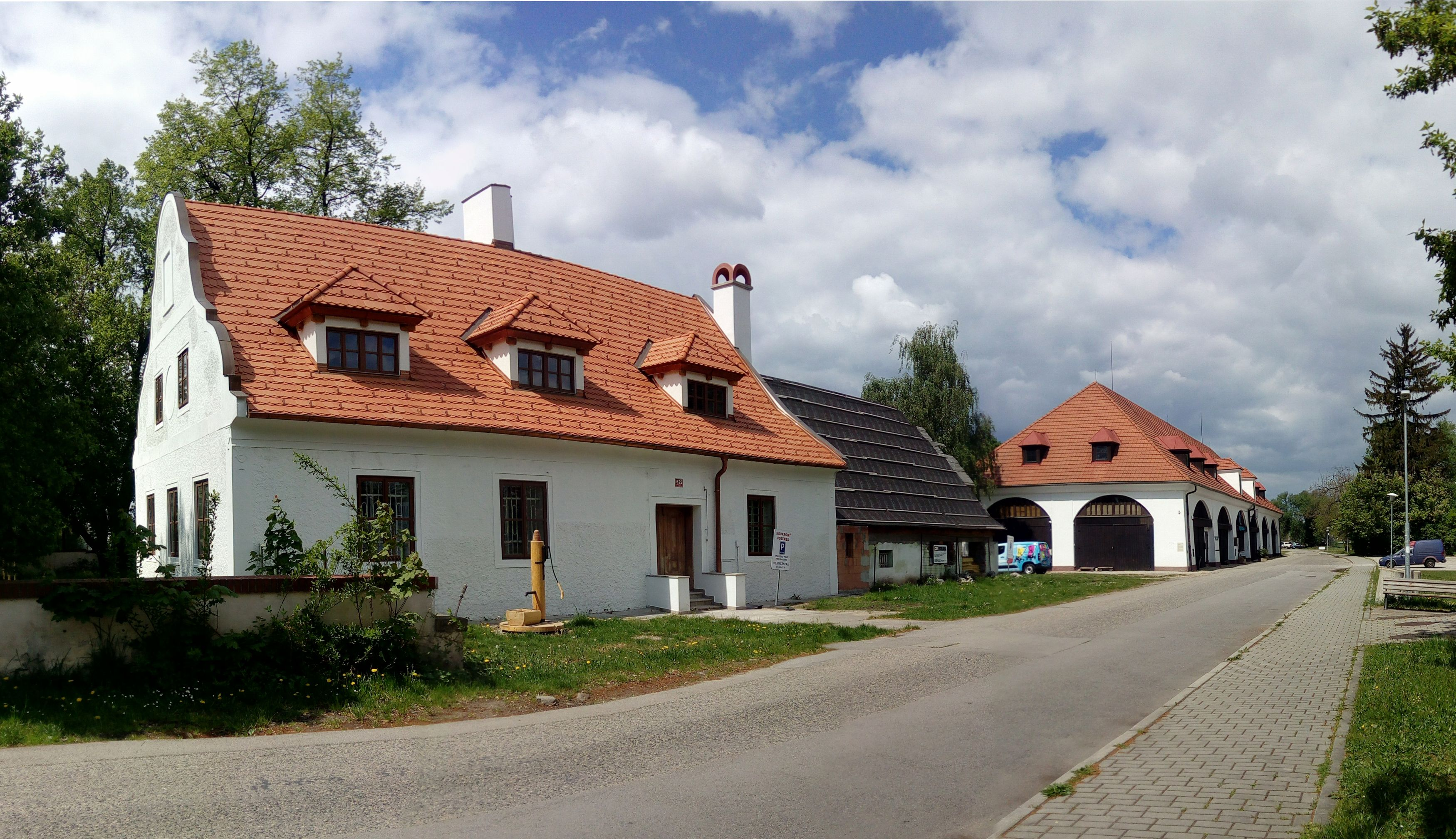
Rodinný dům Lannů vlevo a vpravo bývalé lodní dílny

Lannova loděnice je areál ve čtvrti Čtyři Dvory na levém břehu řeky Vltavy v Českých Budějovicích. Jeho součástí je přístaviště a soubor tří památkově chráněných staveb (rodinný dům Lannů, budova bývalých lodních dílen, zahradní dům s oranžerií) s přilehlou zahradou. Lodě zde byly vyráběny od roku 1550 do roku 1890.

## Historie

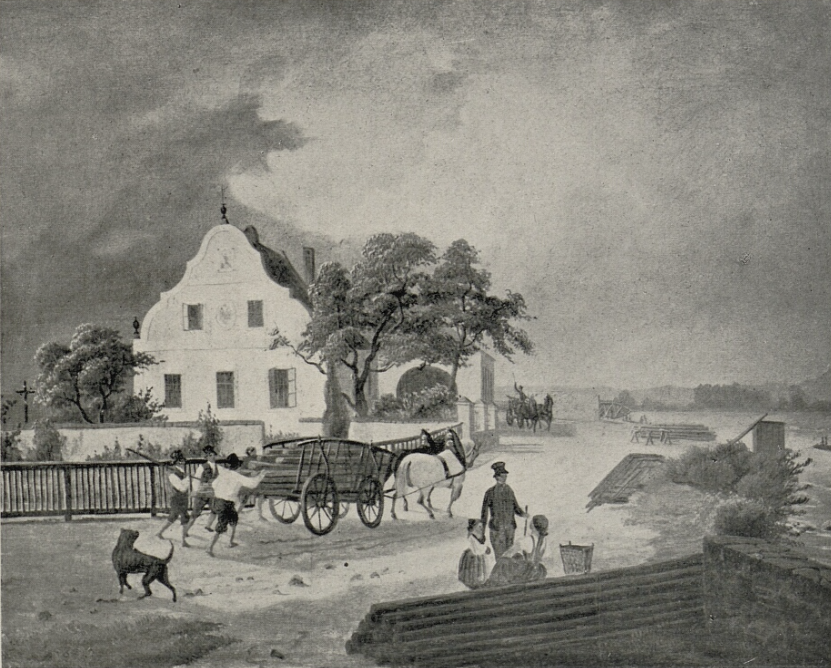
Rodinný dům Lannů, olejomalba Jana Václava Kautského z doby někdy mezi lety 1840 až 1896

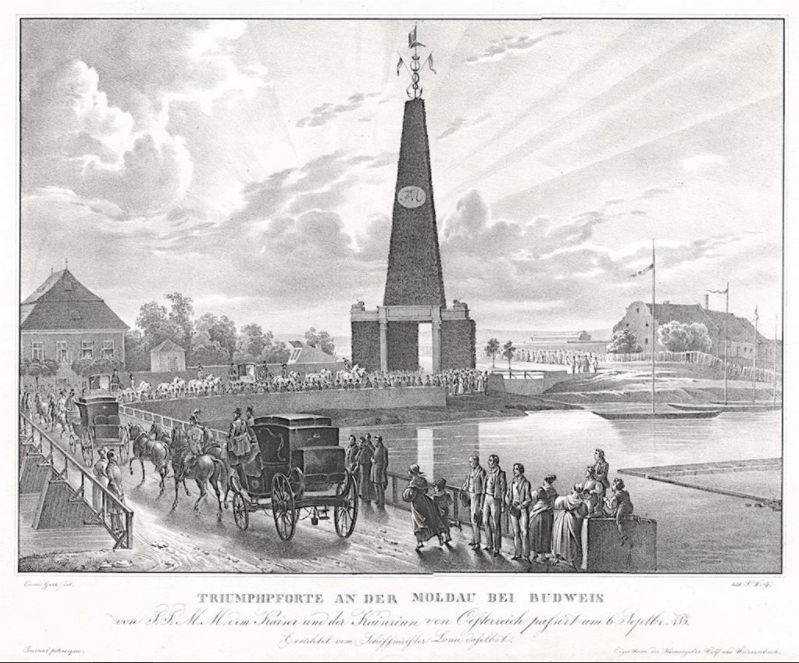
Litografie od F. Wolfa z roku 1835 zachycující slavobránu u Lannovy loděnice, vpravo rodinný dům Lannů.

Původní loděnice byla v těchto místech vybudována gmundenskými řemeslníky mezi lety 1547-1550 a v roce 1550 zde už byly postaveny první lodě. Na začátku 19. století obývala blízký rodinný dům s barokním štítem rodina loďmistra Tadeáše Lanny, do které se roku 1805 narodil Vojtěch Lanna starší. Rodina Lannů se věnovala lodní dopravě po Vltavě už od začátku 18. století. Po neúspěšném pokusu o studium na pražské polytechnice se i Vojtěch Lanna starší rozhodl pokračovat v rodinné tradici a stal se loďmistrem. Zabýval se nejen řízením lodí, ale i jejich stavbou, k přepravě soli po Vltavě přidal ještě přepravu dřeva. V roce 1832 vykoupil celé loděnice i s pozemky od vrchnosti z Hluboké nad Vltavou a ovládl tak vltavský obchod se solí. V roce 1835 nechal Lanna u Dlouhého mostu poblíž své loděnice vztyčit slavobránu s 66metrovým obeliskem u příležitosti návštěvy rakouského císaře Ferdinanda I., který tudy projížděl. Vzhled této efemérní stavby byl zachycen na litografii F. Wolfa.
O dva roky později vystavěl Vojtěch Lanna starší novou budovu lodních dílen, která sloužila také jako vozovna. Je zaznamenáno, že jen za rok 1851 bylo v loděnici postaveno 350 lodí, z nichž 300 bylo určeno pro export do německých zemí. Produkce lodí prudce stoupala až do počátku 60. let, kdy začal útlum lodní dopravy v souvislosti s očekávaným rozvojem železnic. V roce 1852 nechal Lanna za dílnami a rodinným domem založit zahradu s okrasnými dřevinami a zahradním domem. V roce 1857 se Vojtěch Lanna starší přestěhoval do Prahy, kde devět let poté zemřel a areál loděnice tak přešel do rukou jeho syna Vojtěcha Lanny mladšího. Výroba lodí i lodní doprava po Vltavě byla stále méně udržitelná a po roce 1890 podnikatelské aktivity v Lannově loděnici zcela skončily. V roce 1908 proto věnoval Vojtěch Lanna mladší budovu bývalých dílen a ohrazenou zahradu nadaci pro sirotky, kterou tři roky předtím založil. Někdy po roce 1910 pak k zahradnímu domu přibyla prosklená oranžérie.
Po sametové revoluci začal zahradní dům sloužit jako skautská klubovna.

## Nové přístaviště

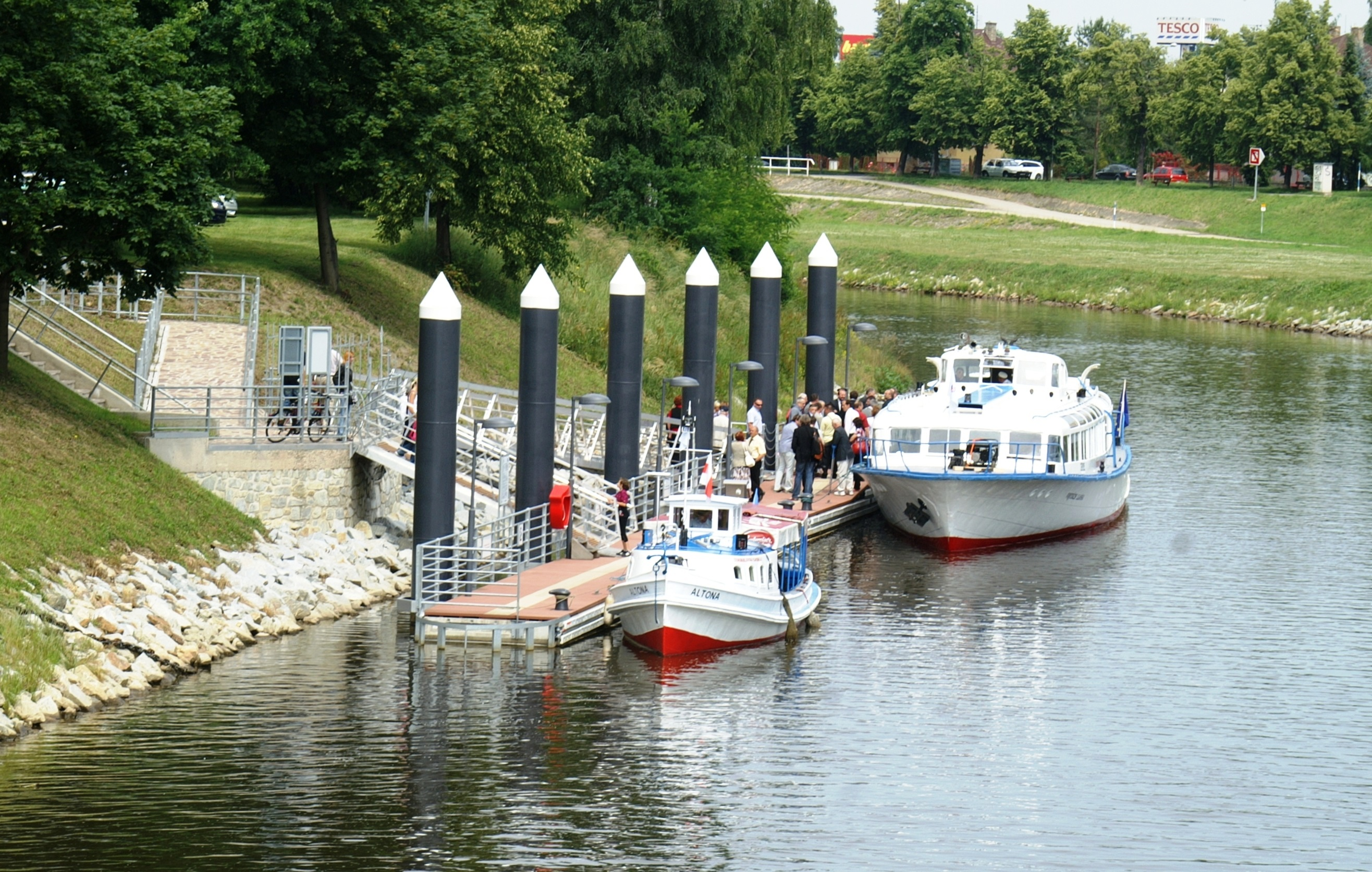
Přístav u Lannovy loděnice v roce 2011

V roce 2009 byla zahájena rekonstrukce přístaviště a vodních cest k Hluboké na Vltavou a Týnu nad Vltavou. Přístaviště se nachází 43,5 metru od Dlouhého mostu na levé straně Vltavy v říčním kilometru 239,24. Tvoří jej plovoucí molo z šesti propojených betonových plovoucích segmentů. Délka mola je 60 m a šířka 2,5 m. Molo slouží k výstupu a nástupu na plavidla, stání je časově omezeno, má vyhrazené místo pro pravidelnou veřejnou dopravu. Přístaviště je počátečním bodem splavnosti řeky Vltavy. Předpokládané náklady 20 milionů korun za rekonstrukci byly hrazeny také z Operačního programu Doprava z fondů Evropské unie.